# Respiració circular
La respiració circular és una tècnica utilitzada en l'execució d'instruments de vent que serveix per no haver d'interrompre el so d'aquests per a respirar. Això s'aconsegueix emmagatzemant aire a la boca i bufant-lo en el moment en què s'inhala aire pel nas, per després continuar exhalant aire des dels pulmons.
La dificultat de la respiració circular rau en el fet que, psicològicament, l'ésser humà no està acostumat a bufar aire per la boca alhora que n'inspira pel nas. Cal pràctica per a poder agafar una gran quantitat d'aire pel nas en els un o dos segons en què dura l'aire emmagatzemat a la boca, i fer-ho sense que es noti cap irregularitat en el so instrumental.
Aquesta tècnica és d'ús comú en instruments aeròfons antics de diverses latituds i en flautes i oboès de l'Orient. Com a exemples es tenen: el didjeridú d'Austràlia, la sorna de l'Orient Mitjà i Àsia, l'arghul d'Egipte, l'alboka basca i els launeddas de Sardenya. Alguns músics de jazz i música clàssica utilitzen aquesta tècnica. En la música acadèmica, encara que poques peces compostes abans del segle xx requereixen realment el seu ús, permet l'execució de peces originalment compostes per a instruments de corda en instruments de vent, que d'altra manera no seria possible.